# 智儼
智儼（ちごん、602年（仁寿2年） - 668年12月8日（総章元年10月29日））は、中国華厳宗の第二祖とされる僧。俗姓は趙。秦州成紀県（甘粛省天水市秦安県）の出身。

## 略歴
隋の申州の録事参軍の趙景の子として生まれた。12歳で華厳宗初祖とされる杜順に見出され、14歳で出家、サンスクリットを学び、学僧となる。華厳経の注釈学と心の問題を扱う唯識学を統合し、華厳教学の事実上の創始者となる。

## 逸話
- 12歳の時、たまたま杜順が自宅を訪れ智儼の頭を撫でて「これ我が子なり、われに還りて来たるべし」と父に向かって言ったので、父は智儼を杜順に託したという。

## 著書
- 「華厳経捜玄記」　華厳経の注釈書
- 「華厳五十要問答集」
- 「華厳一乗十玄門」